# Noies modernes
Noies modernes (títol original: Modern Girls) és una pel·lícula de 1986, és una comèdia dirigida per Jerry Kramer.
Ha estat doblada al català

## Argument
Margo, Kelly i Cece, companyes d'apartament, viuen a Los Angeles i tenen especial cura a gaudir la vida nocturna d'aquesta ciutat.
És divendres a la nit i les noies es preparen per a la seva ronda, no obstant això, Margo i Cece aviat descobreixen que Kelly ha agafat el cotxe per anar a la trobada d'un DJ del qual està enamorada plantant al seu torn a la seva cita Clifford (Rohner), un dels tants clients que s'han enamorat d'ella allà on treballa. Cece i Margo aprofiten que Clifford arriba en automòbil a recollir a Kelly perquè les porti, amb l'excusa que trobaran a Kelly.
A partir d'allí es desenvoluparà un viatge a través de diverses discoteques i pubs amb la factura de diverses aventures, imprevistos i condiments de la vida nocturna.
El final de la cinta concorda amb el començament de l'endemà.

## Repartiment
- Cynthia Gibb: Cece
- Virginia Madsen: Kelly
- Daphne Zuniga: Margo
- Clayton Rohner: Clifford/Bruno X
- Chris Nash: Ray
- Martin Ferrero: Director del videoclip
- Stephen Shellen: Brad
- Rick Overton: Marsats
- Troy Evans: Amo del club
- John Dye: Mark
- Stuart Charno: Nerd
- Cameron Thor: D.J. # 1
- Ron Campbell: D.J. # 2
- Pamela Springsteen: Tanya

## Banda sonora original
Depeche Mode. "But Not Tonight" (Black Celebration, 1986, Singles 1986-1998 (DVD2 en Versió Europa)). Lletres de Martin Gore.